# Heinz Niemann (Historiker)
Heinz Fritz Niemann (* 15. Dezember 1936 in Magdeburg) ist ein deutscher Historiker. Er lehrte als Professor für Geschichte der deutschen Arbeiterbewegung erst an der Karl-Marx-Universität Leipzig und dann an der Humboldt-Universität zu Berlin und gehörte 1978 zu den Autoren des Manifests des Bundes Demokratischer Kommunisten Deutschlands, das im Spiegel veröffentlicht wurde.

## Leben
Heinz Niemann war Sohn des Schlossers und Ingenieurs Ernst Niemann und der Schneiderin Gertrud Niemann. Von 1943 bis 1944 besuchte er die Volksschule in Magdeburg und von 1944 bis 1945 die in Biere. Danach folgte der Schulbesuch in den Grundschulen Magdeburg, Blankenburg (Harz), Quedlinburg und Bischofswerda. In Bischofswerda wechselte Niemann an die Goethe-Oberschule, an der er 1955 das Abitur ablegte.
Von 1955 bis 1959 studierte er Geschichte, Philosophie und Politikwissenschaft an der Leipziger Karl-Marx-Universität (KMU) und schloss mit einem Diplom (rer. pol.) ab. Von 1959 bis 1961 war er Wissenschaftlicher Assistent am Institut für Gesellschaftswissenschaften der Hochschule für Elektrotechnik in Ilmenau. In den folgenden zwei Jahren war Niemann Wissenschaftlicher Aspirant am Institut für Gesellschaftswissenschaften beim ZK der SED. Dort wurde er am 21. Oktober 1965 zum Dr. phil. promoviert. Zugleich war Niemann von 1961 bis 1970 Mitarbeiter der Abteilung Wissenschaft im ZK der SED. Nach knapp einjähriger Dozentur an der KMU wurde er dort am 1. September 1971 ordentlicher Professor für Geschichte der deutschen Arbeiterbewegung. Niemann leitete das Leipziger Autorenkollektiv, das 1982 die Geschichte der deutschen Sozialdemokratie von 1917 bis 1945 vorgelegt hat. 1983 wechselte er an die Berliner Humboldt-Universität, wo er bis 1989 ebenfalls als Professor für Geschichte der deutschen Arbeiterbewegung lehrte. Von 1990 bis 1992 war Niemann gewählter Gründungsdirektor des Instituts für Politikwissenschaft der Humboldt-Universität. Am 31. Dezember 1992 trat ein Aufhebungsvertrag in Kraft und Niemann bezog bis zum regulären Rentenbeginn im Jahr 1997 Altersübergangsgeld.
Erst im Mai 1995 wurde bekannt, dass Niemann zu den Mitautoren des Manifests des Bundes Demokratischer Kommunisten Deutschlands aus dem Jahr 1978 gehört hatte. Gegenüber der Berliner Zeitung bestätigte er zwar seine Mitautorenschaft an dem Manifest, aber nicht die Existenz eines Bundes Demokratischer Kommunisten Deutschlands.
Im 2006 von Ulrich Maurer und Hans Modrow herausgegebenen Sammelband „Überholt wird links“ zur Strategiedebatte in der entstehenden Linkspartei schrieb Niemann, dass bald „die Stunde der Marxisten und Radikalsozialisten“ schlage und forderte, dass die neue Linkspartei sich daher „mit der Ausarbeitung eines konkreten alltagstauglichen und zugleich zukunftsweisenden Konzeptes einer gesellschaftlichen Umwälzung“ für die kommenden Klassenkämpfe wappnen müsse. Dieser rief er zu: „Wer führt das Volk, wenn aus dem Stellungskrieg der Bewegungskrieg gegen die etablierte Macht wird, wenn die Massen von sich aus erkennen, daß sie die Machtfrage stellen müssen!?“

## Schriften (Auswahl)
- Meinungsforschung in der DDR. Die geheimen Berichte des Instituts für Meinungsforschung an das Politbüro der SED, Bund Verlag, Köln 1993. ISBN 3-7663-2487-X
- Kleine Geschichte der SED: ein Lesebuch, Verlag am Park, Berlin, 2020, ISBN 978-3-947094-55-4.
- Wann wir streiten Seit' an Seit'. Randglossen zur Krise der SPD und der Lage der Linken. verlag am park, Berlin 2019, ISBN 978-3-947094-30-1.
- Geschichte der deutschen Sozialdemokratie. 1914–1945. Edition Ost, Berlin 2008, ISBN 978-3-89793-159-6.
- Der rote Bastard. Historischer Roman. Trafo-Verlag, Berlin 2001, ISBN 978-3-89626-255-4.
- Vorlesungen zur Geschichte des Stalinismus. Dietz, Berlin 1991, ISBN 978-3-320-01728-6.
- Mit Helmut Arndt: Auf verlorenem Posten? Zur Geschichte der Sozialistischen Arbeiterpartei. Zwei Beiträge zum Linkssozialismus in Deutschland. Dietz, Berlin 1991, ISBN 978-3-320-01699-9.